# Mianzhu
Mianzhu (绵竹市S, MiánzhúP) è una città-contea della Cina, situata nella provincia di Sichuan e amministrata dalla prefettura di Deyang.